# Gondwanatitan faustoi
Il gondwanatitan (Gondwanatitan faustoi) è un dinosauro erbivoro appartenente ai sauropodi, vissuto nel Cretaceo superiore (Santoniano, circa 85 milioni di anni fa). I suoi resti fossili sono stati ritrovati in Brasile. È uno dei primi dinosauri brasiliani ben conosciuti.

## Descrizione
Questo dinosauro, noto per uno scheletro incompleto privo di cranio, era piuttosto piccolo rispetto agli altri sauropodi, e raggiungeva la lunghezza di circa 6/7 metri. La corporatura era relativamente leggera: le ossa delle zampe finora note (omero e tibia) erano snelle, e le sei vertebre sacrali erano di costituzione leggera rispetto a quelle caudali. Queste ultime hanno una curiosa forma a cuore nell'estremità posteriore dell'articolazione, mentre le spine neurali sono fortemente dirette in avanti.

## Classificazione
Gondwanatitan è stato descritto per la prima volta nel 1999 e ascritto al gruppo dei titanosauri, il gruppo di sauropodi maggiormente diffuso nel Cretaceo. La posizione sistematica è incerta, ma alcune caratteristiche delle vertebre caudali fanno pensare che fosse uno stretto parente di Aeolosaurus. Le vertebre caudali dalla cavità anteriore sono un carattere evoluto, che separa Gondwanatitan da titanosauri primitivi come Andesaurus e Malawisaurus, mentre altre caratteristiche lo distinguono da Saltasaurus. Il nome Gondwanatitan significa "titano del Gondwana", con riferimento all'antica massa continentale di Gondwana, che un tempo radunava tutti gli attuali continenti meridionali.